# 鹿児島県道26号桜島港黒神線
鹿児島県道26号桜島港黒神線（かごしまけんどう26ごう さくらじまこうくろかみせん）は、鹿児島県鹿児島市を通る県道（主要地方道）である。

## 概要
鹿児島市桜島横山町の桜島港を起点とし、桜島の北部海岸線を通り、鹿児島市黒神町に至る。

### 路線データ
- 起点：鹿児島県鹿児島市桜島横山町（桜島港・桜島港フェリーターミナル付近、国道224号交点）
- 終点：鹿児島県鹿児島市黒神町（国道220号交点）
- 陸上距離：21.571 km[1]
- 黒神川サイレン付き信号機（遮断機あり）※土石流発生時。

## 歴史
- 1951年（昭和26年） - 5か年計画で桜島港から桜島北部を通り黒神町に至る道路の建設に着手する[2]。
- 1957年（昭和32年） - 道路が完成する[2]。
- 1958年（昭和33年）11月1日 - 鹿児島市東桜島町から袴腰港に至る区間が早崎袴腰港線として認定される[2]。
- 1974年（昭和49年）6月17日 - 終点が桜島港に変更され、同時に早崎桜島港線に路線名を改称[3]。
- 1982年（昭和57年）5月1日 - 桜島港黒神線に改称し[4]、同時に主要地方道に認定される[5]。
- 1993年（平成5年）5月11日 - 建設省から、県道桜島港黒神線が桜島港黒神線として主要地方道に指定される[6]。

## 地理

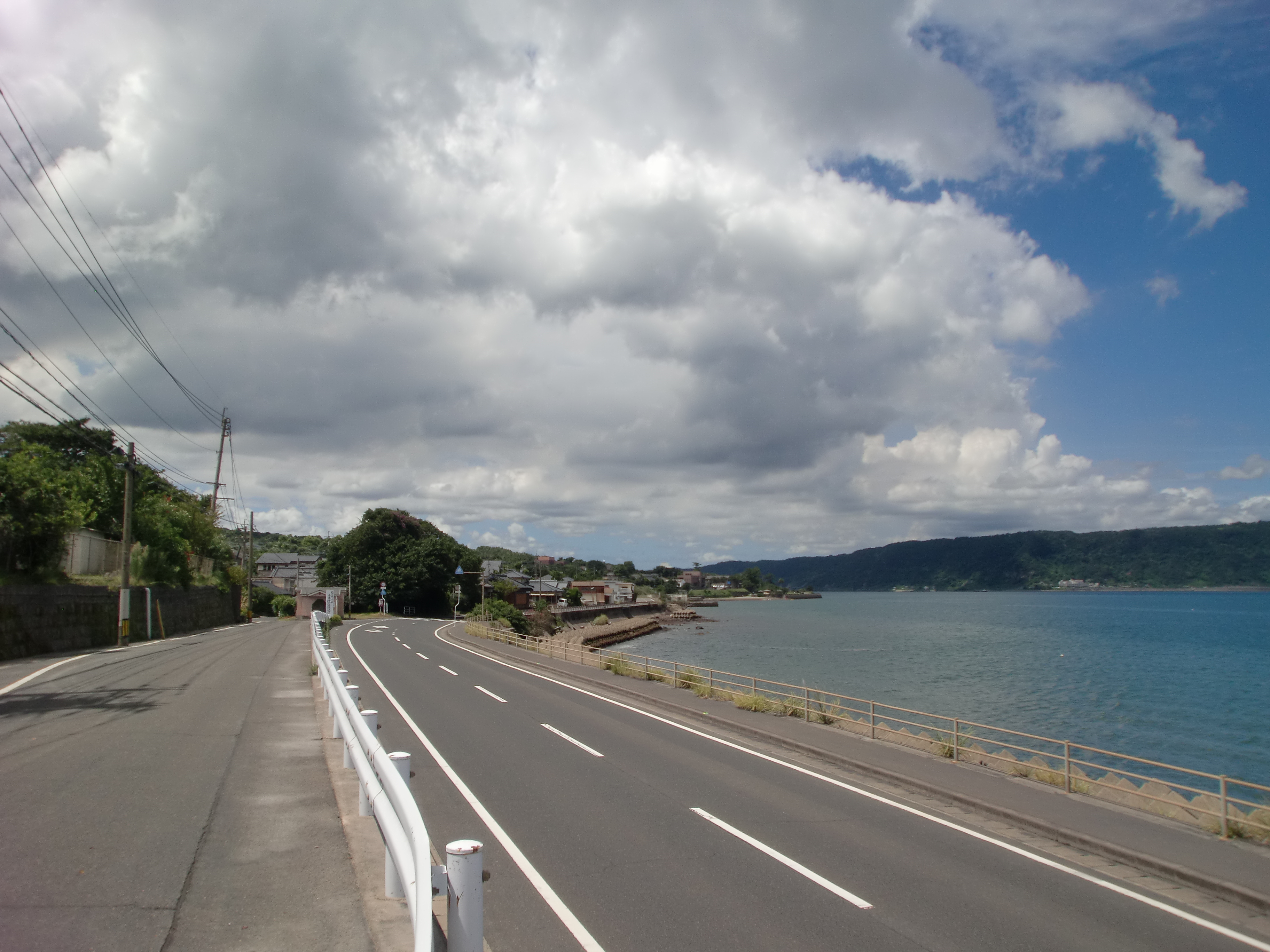
桜島松浦町から桜島港方面を望む。右側には錦江湾が見える。

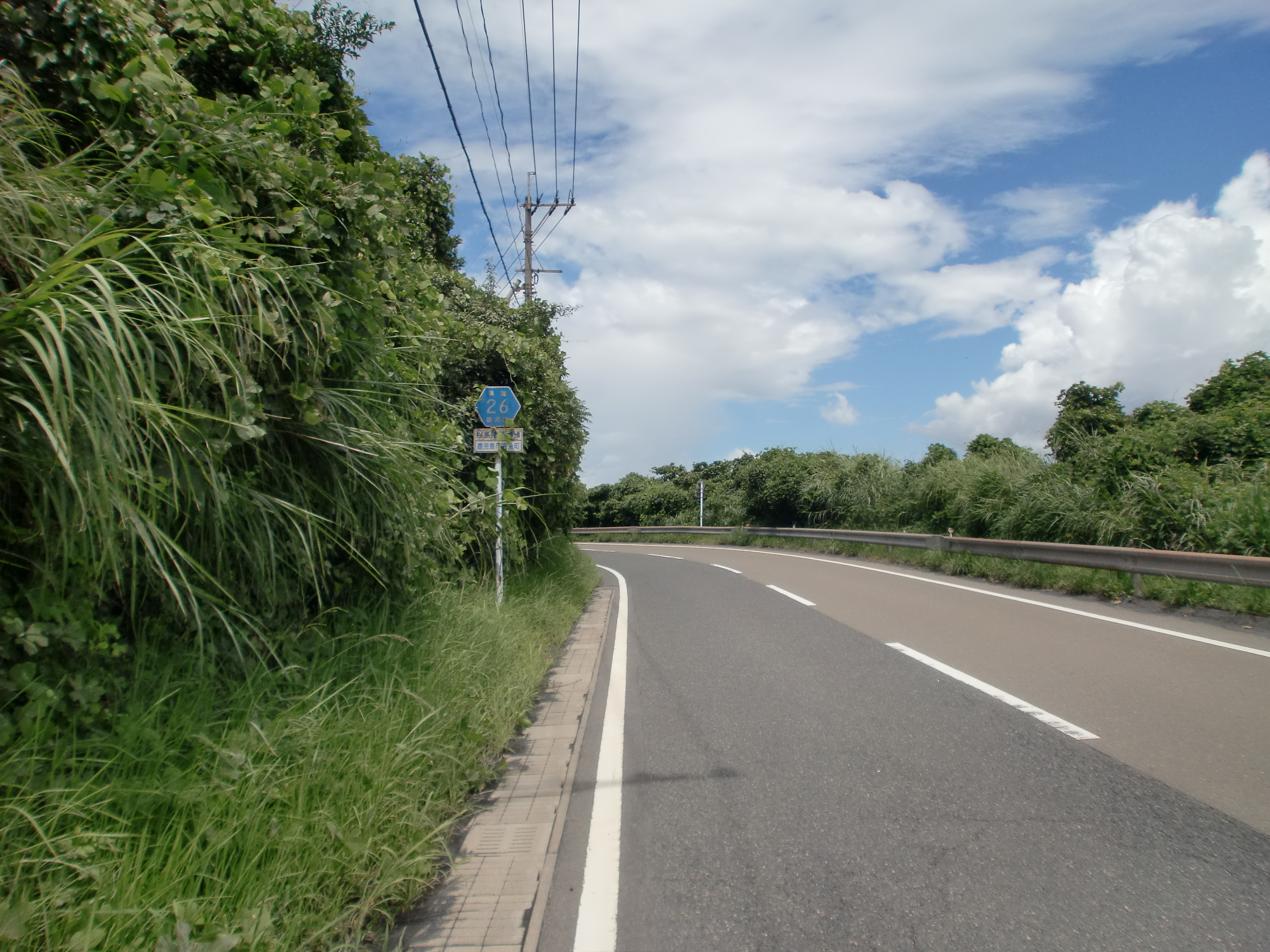
高免町から桜島港方面を望む

### 通過する自治体
- 鹿児島市

### 交差する道路
| 交差する道路 | 交差する場所 | 交差する場所  |
| ------------ | ------------ | ------------- |
| 国道224号    | 桜島横山町   | 桜島港 / 起点 |
| 国道220号    | 黒神町       | 終点          |

### 沿線
- 鹿児島市立桜島中学校
- 鹿児島市立黒神小学校
- 鹿児島市立黒神中学校